# Ithycerus
Ithycerus är ett släkte av skalbaggar. Ithycerus ingår i familjen Ithyceridae.
Kladogram enligt Catalogue of Life:
| Ithycerus | \| \| Ithycerus curculionoides \| \| \| \| \| \| Ithycerus novoboracensis \| \| \| \| \| \| Ithycerus punctatulus \| \| \| \| \| \| Ithycerus schoenherri \| \| \| \| |
|           | \| \| Ithycerus curculionoides \| \| \| \| \| \| Ithycerus novoboracensis \| \| \| \| \| \| Ithycerus punctatulus \| \| \| \| \| \| Ithycerus schoenherri \| \| \| \| |
|           | Pachyrhynchus |
|           | |
|           | Ithycerus curculionoides |
|           | |
|           | Ithycerus novoboracensis |
|           | |
|           | Ithycerus punctatulus |
|           | |
|           | Ithycerus schoenherri |
|           | |

|  | Ithycerus curculionoides |
|  |                          |
|  | Ithycerus novoboracensis |
|  |                          |
|  | Ithycerus punctatulus    |
|  |                          |
|  | Ithycerus schoenherri    |
|  |                          |